# 焌米茶
焌米茶，是中华人民共和国湖北省潜江市的一道土特产。

## 特点
其做法主要是将糙米在锅中炒至金黄后取出，食用时取少量用冷水煮，待大米煮至开花后，放凉后食用。当地人常搭配火烧粑食用。因米茶容易膨化，容易解除饥饿感，但营养有限，也被当地人称为“细腰茶”。